# بن هاوارد
بن هاوارد (به انگلیسی: Ben Howard)‏ (۲۴ آوریل ۱۹۸۷ در لندن) خواننده و ترانه‌سرای انگلیسی در سبک پاپ‌راک، ایندی راک و آلترناتیو راک است. هاوارد از سال ۲۰۰۸ وارد دنیای موسیقی شد و در سال ۲۰۱۱ نخستین آلبوم خود را منتشر کرد. پرکاشن و گیتار سازهای تخصصی او هستند.
هاوارد در رشته موج‌سواری نیز فعالیت می‌کند و دانشجوی انصرافی رشته روزنامه‌نگاری است.

## آلبوم‌شناسی
| نام اصلی               | ترجمه نام به فارسی  | سال  |
| ---------------------- | ------------------- | ---- |
| Every Kingdom          | هر پادشاهی          | ۲۰۱۱ |
| I Forget Where We Were | یادم می‌ره کجا بودیم | ۲۰۱۴ |